# Психолошко пропагандни комплет М-91
Психолошко пропагандни комплет М-91 (или само М-91) трећи је албум пјевача Рамба Амадеуса. Изашао је 1991. године у издању ПГП РТБ-а. Албум садржи 10 пјесама од којих су хитови Џемо воли џем, Инспектор нагиб, Халид инвалид, Хари и модерна обрада народне пјесме Смрт попа Мила Јововића. Назив је добио по пушки М-91.

## Списак пјесама
| №   | Назив                   | Трајање |  |
| 1.  | Смрт попа Мила Јововића | 4:30    |  |
| 2.  | Абвгд                   | 3:18    |  |
| 3.  | Џемо воли џем           | 4:39    |  |
| 4.  | Мирко пази мозак        | 3:18    |  |
| 5.  | Здраво дамо             | 3:43    |  |
| 6.  | Инспектор Нагиб         | 4:26    |  |
| 7.  | Ја                      | 4:08    |  |
| 8.  | Емоције                 | 5:29    |  |
| 9.  | Халид, инвалид Хари     | 5:03    |  |
| 10. | Пријатељу пријатељу     | 4:28    |  |

## Постава
- Пратећи вокали: Алексис и Крисел Ковач
- Бас гитара: Драган Марковски
- Бубњеви: Горан Љубоја

## Пријем
Зафир Хаџиманов је у својој колумни за Борбу писао да албум садржи белосветске и југословенске музичке будалаштине те да поздрави армију која стоји иза албума.

## Топ листе
| Листа           | Највиша позиција |
| --------------- | ---------------- |
| Радио ТВ ревија | 5                |

## Обраде
- Абвгд — Каљинка, Лабудово језеро[6]
- Џемо воли џем — Pump Up the Jam (Technotronic)[7]
- Ја — Get Up (I Feel Like Being A) Sex Machine (Џејмс Браун)[8]-Гушти су гушти[9] (Зана)
- Халид инвалид, Хари — Волио бих да те не волим (Хари Мата Хари)
- Инспектор Нагиб[10] — Take The Money And Run (Хаустор)[11]

## Спотови
- Смрт попа Мила Јововића[12]
- Џемо воли џем[13]
- Инспектор Нагиб[14]